# Polycom
Polycom è una multinazionale statunitense quotata al Nasdaq, con più di 2 500 impiegati a livello mondiale. Polycom vende soluzioni per videoconferenza e teleconferenza. Dispone di prodotti che vanno dalla semplice audioconferenza (per esempio le Soundstation) a macchine per videoconferenza in alta risoluzione (HDX) o per sistemi più complessi di telepresenza.